# Конаревский, Людвик
Людвик Конаревский (пол. Ludwik Konarzewski, 18 августа 1885 года, Вилянув, Варшава, Российская империя — 2 октября 1954 года, Истебна), Польша) — польский художник, скульптор и педагог.

## Жизнь и творчество
Родился в Русской Польше. Первоначально изучал живопись в классе Конрада Кржижановского и скульптуру под руководством Станислава Ленца и Кароля Тихого в варшавской Школе изящных искусств, куда поступил в 1904 году. В связи с участием в революционных манифестациях 1905 года вынужден был покинуть Варшаву и уехал в Краков, где продолжил обучение в 1905—1910 годах в местной Академии художеств Яна Матейко. Среди учителей были такие художники, как Станислав Дембицкий, Юзеф Мехоффер, Ян Станиславский. После окончания учёбы в Кракове в течение двух лет путешествовал в компании своего соученика и друга Яна Валаха, также художника, графика и скульптора. Они посетили Мюнхен, Вену, Париж и Рим. В 1913 году Конаревский расписал православную церковь в селении Розол, близ Стрыя, на нынешней Западной Украине. Тогда же он совершил путешествие по Восточным Карпатам, где познакомился с гуцульской культурой и искусством. В 1914 году художник вступил в брак с Ядвигой Валах, сестрой его друга Яна. Супруги посетили отца Ядвиги, органиста в Каменце на Буге.
С началом в том же году Первой мировой войны и развёртыванием боевых действий в Польше семья Конаревских переезжает вглубь России, в село Грачёвка близ Бузулука, в Оренбургском крае. Здесь Людвик занимается с детьми беженцев из Польши и Литвы, а с 1918 года преподаёт в Бузулуке, в школе, историю и рисование. Здесь же, в Оренбургском крае, рождается его сын, Людвик, также впоследствии ставший художником. В Бузулуке в 1918 году прошла первая персональная выставка Конаревского, позднее он принимал участие в одной из выставок в Москве.
В начале 1920 года семья Конаревских возвращается в Польшу. Первоначально они живут в Люблине, затем в Варшаве, а летом 1920 года переезжают в Устронь, в Тешинскую Силезию. В 1923 году художник уже окончательно селится в Силезии, в гмине Истебна. Здесь он организует в местной школе преподавание по искусству, в частности — пластике. С началом Второй мировой войны семья Конаревских уезжает в восточную Польшу, однако затем возвращается в Краков, где и находится всё время немецкой оккупации города. В 1945 году мастер открывает своё художественное ателье в Катовице и организует преподавание скульптуры в Государственной художественной школе в Рыдултовы (названной впоследствии его именем). В 1948 году Конаревский возвращается в Истебну.
Людвик Конаревский, работавший в таких областях искусства, как живопись, скульптура, создание оконных витражей и проч., придерживался в художественном отношении стиля модерн, а в политическом и эстетическом отношении поддерживал движение младополяков, обновления польской культуры и сближения её с общеевропейскими тенденциями.

## Дополнения
- The coal and the chisel (Węgiel i dłuto), The Polish Film Chronicle (Polska Kronika Filmowa) no. 6/49; edited by Olga Borzechowa, photography: Henryk Makarewicz, reading: Andrzej Łapicki

## Галерея

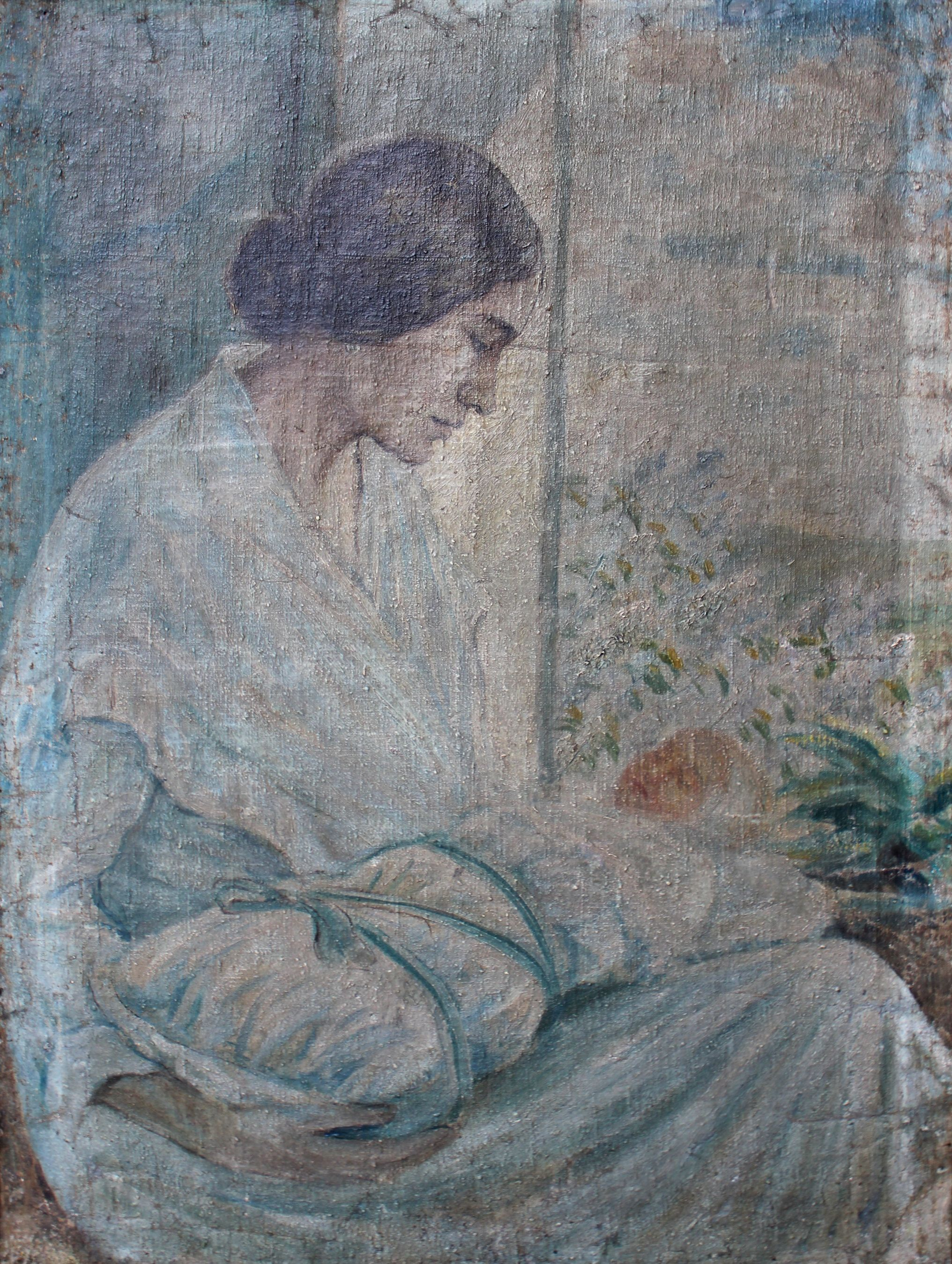
Портрет жены Ядвиги с сыном Лвиком, (Ьузулук, 1918)
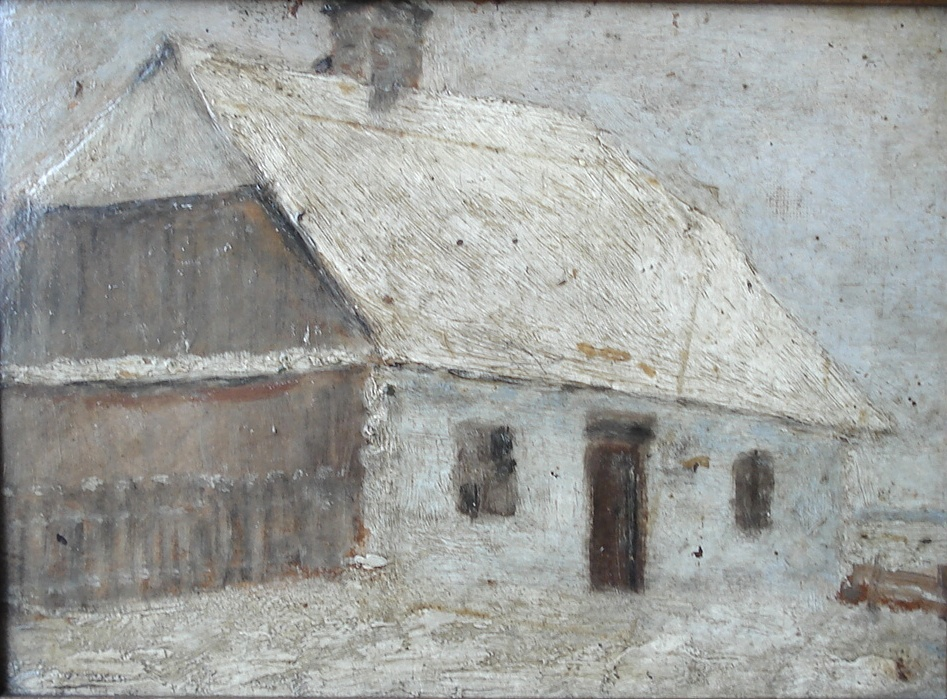
Хата близ Кракова (1905)
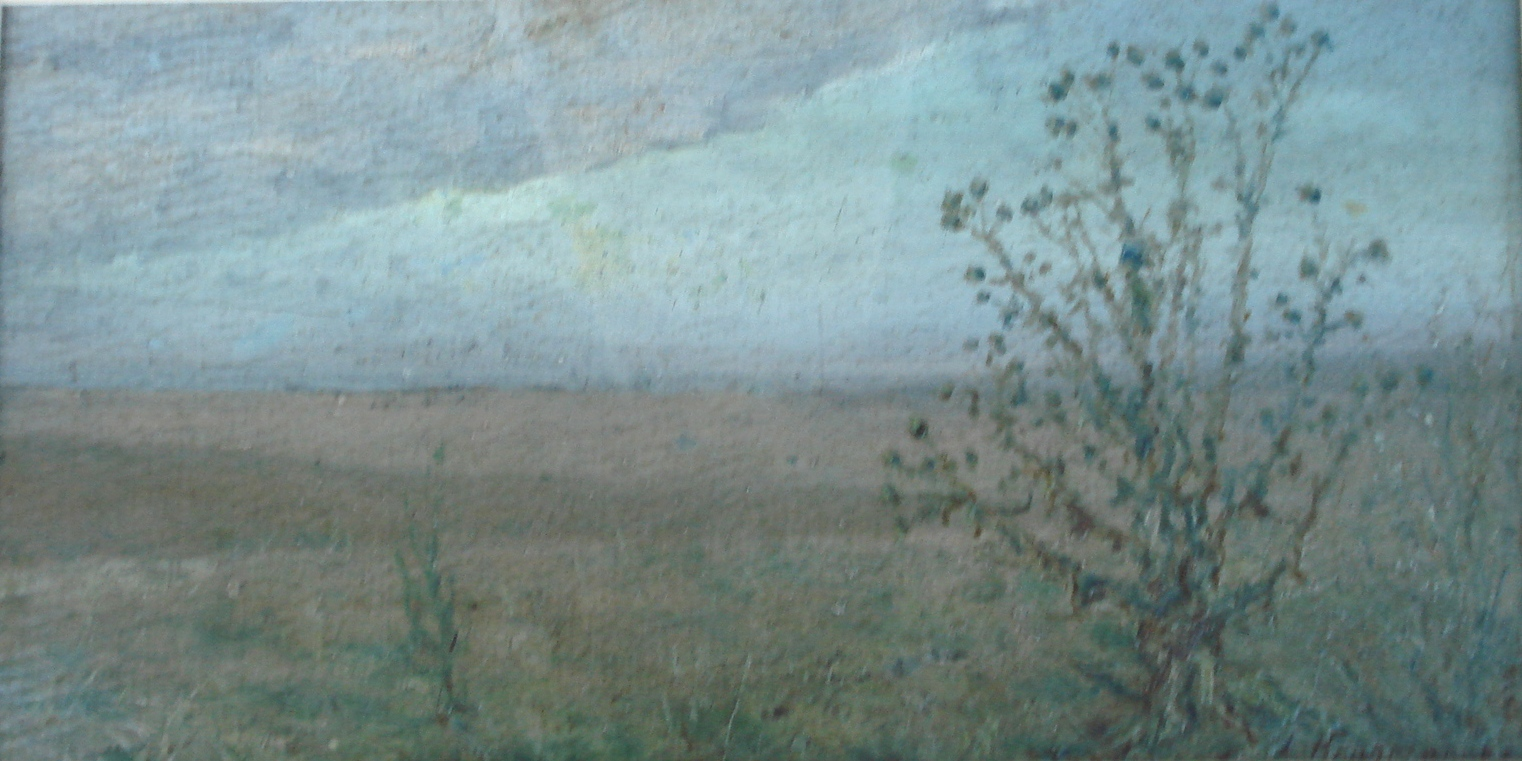
Пейзаж с ворсянкой. Бузулук (1915)
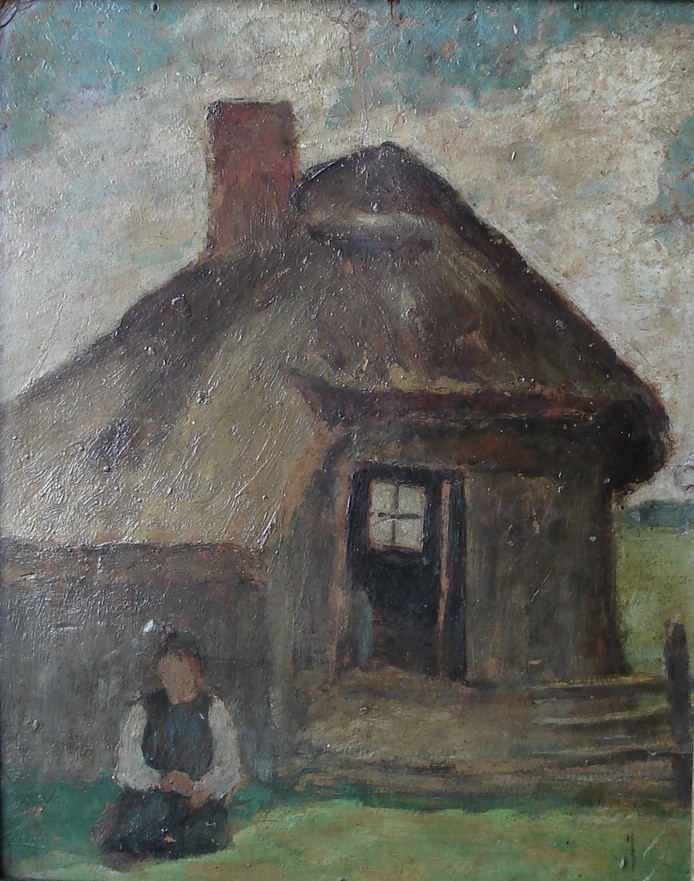
Перед входом в хату (1910)
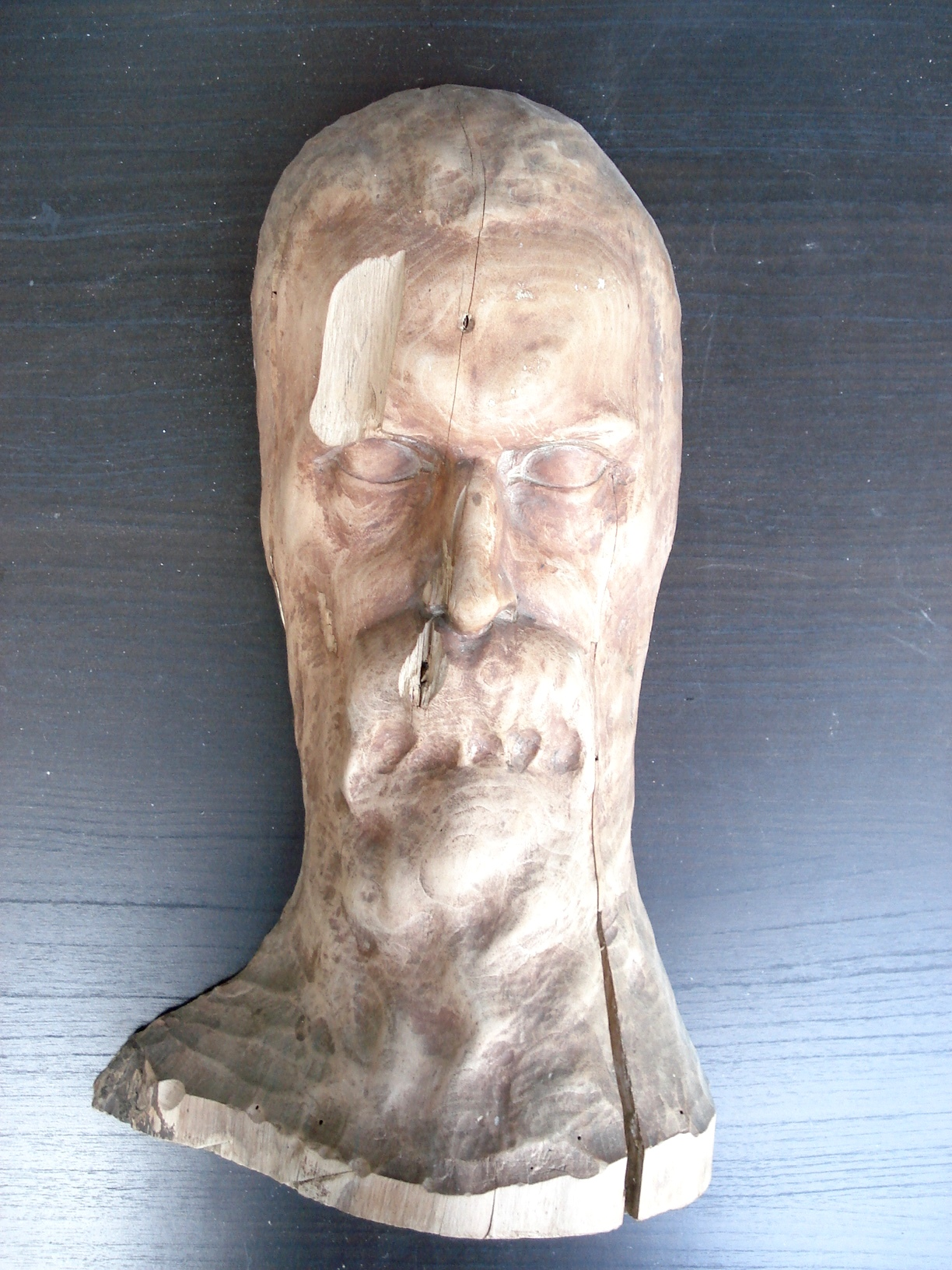
Мудрец (деревянная скульптура, ок. 1930)